# جالين هدسون
جالين أندرياس هدسون (من مواليد 21 مايو 1996) هو لاعب كرة سلة أمريكي محترف في تليكوم باسكتس بون من الدوري الألماني لكرة السلة (BBL). لعب كرة السلة الجامعية لفريقي فرجينيا تك هوكي وفلوريدا جاتورز.